# Rozpijanie
Rozpijanie – występek polegający na rozpijaniu małoletniego poprzez dostarczanie, ułatwianie spożycia, lub nakłanianie go do spożycia napoju alkoholowego.
Dostarczanie polega zazwyczaj na sprzedaży lub częstowaniu małoletniego. Ułatwianie spożycia to głównie zakup napoju alkoholowego dla nieletniego lub zapewnianie mu warunków do jego spożycia np. poprzez udostępnienie mieszkania. Nakłanianie to wywoływanie u małoletniego chęci spożycia takiego napoju.
Rozpijanie ze swej istoty polega na wielu powtarzających się działaniach, chociaż wyjątkowo może stanowić jednorazowe zachowanie, o ile szczególne okoliczności przypadku wskazują, że małoletni zacznie oddawać się pijaństwu (np. pojedyncze podanie wódki małoletniemu niepijącemu, lecz uzależnionemu od alkoholu).